# Tribu de Benjamín

Tribu de Benjamín (azul claro, centro inferior)

Según la Torá, la «Tribu de Benjamín'» (בִּנְיָמִן) era una de las Doce tribus de Israel. La tribu descendía de Benjamín, el hijo menor del patriarca Jacob (al que más tarde se le dio el nombre de Israel) y su esposa Raquel.  En el Pentateuco samaritano el nombre aparece como Binyamēm (hebreo samaritano: ࠁࠪࠍࠬࠉࠣࠌࠜࠉࠌࠬ).
La tribu de Benjamín, situada al norte de la tribu de Judá, pero al sur del posterior reino de Israel, es importante en las narraciones bíblicas como fuente de varios líderes israelitas, incluido el primer rey israelita, Saúl, así como de anteriores líderes tribales en el período de los jueces. En el período de los Jueces, aparecen en un episodio en el que una guerra civil provoca su casi extinción como tribu. Tras el breve período del Reino Unido de Israel, Benjamín pasó a formar parte del sur Reino de Judá tras la división en dos reinos. Tras la destrucción del reino del norte, Benjamín fue absorbido por completo por el reino del sur. Tras las revueltas de Judá contra Babilonia, fue destruido por el Imperio neobabilónico a principios del siglo VI a. C., y  su población fue deportada, Benjamín como tribu organizada desapareció de la historia.
Los miembros de la tribu se denominan benjamitas o benjaminitas.

## Nombre
Un relato en el Génesis explica el nombre de Benjamín debido al nacimiento del fundador de la tribu, Benjamín. Según el Génesis, Benjamín fue el resultado de un parto doloroso en el que su madre murió, nombrándolo Ben-Oni, «hijo de mi dolor», inmediatamente antes de su muerte. En cambio, Jacob, su padre, prefirió llamarlo Benjamín, que en hebreo puede leerse como «hijo de mi mano derecha» (Génesis 35:16-18). En términos geográficos, Benjamín puede leerse como «hijo del sur» desde la perspectiva del Reino de Israel del norte, ya que el territorio benjamita estaba en el extremo sur del reino del norte.

### Árbol genealógico
|      |      |      |      |      |      |  |  |       |       |       |       |       |       |  |  |        |        |        |        |        |        |  |  |      |      |      |      |      |      |  |  |        |        |        |        | Benjamín |        |  |  |     |     |     |     |     |     |  |  |      |      |      |      |      |      |  |  |        |        |        |        |        |        |  |  |        |        |        |        |        |        |  |  |     |     |     |     |     |     |
|      |      |      |      |      |      |  |  |       |       |       |       |       |       |  |  |        |        |        |        |        |        |  |  |      |      |      |      |      |      |  |  |        |        |        |        |          |        |  |  |     |     |     |     |     |     |  |  |      |      |      |      |      |      |  |  |        |        |        |        |        |        |  |  |        |        |        |        |        |        |  |  |     |     |     |     |     |     |
|      |      |      |      |      |      |  |  |       |       |       |       |       |       |  |  |        |        |        |        |        |        |  |  |      |      |      |      |      |      |  |  |        |        |        |        |          |        |  |  |     |     |     |     |     |     |  |  |      |      |      |      |      |      |  |  |        |        |        |        |        |        |  |  |        |        |        |        |        |        |  |  |     |     |     |     |     |     |
| Bela | Bela | Bela | Bela | Bela | Bela |  |  | Beker | Beker | Beker | Beker | Beker | Beker |  |  | Ashbel | Ashbel | Ashbel | Ashbel | Ashbel | Ashbel |  |  | Gera | Gera | Gera | Gera | Gera | Gera |  |  | Naaman | Naaman | Naaman | Naaman | Naaman   | Naaman |  |  | Ehi | Ehi | Ehi | Ehi | Ehi | Ehi |  |  | Rosh | Rosh | Rosh | Rosh | Rosh | Rosh |  |  | Muppim | Muppim | Muppim | Muppim | Muppim | Muppim |  |  | Huppim | Huppim | Huppim | Huppim | Huppim | Huppim |  |  | Ard | Ard | Ard | Ard | Ard | Ard |

## Narrativa bíblica
Desde después de la conquista de la Tierra Prometida por Josué hasta la formación del primer Reino de Israel, la tribu de Benjamín formaba parte de una confederación poco estructurada de tribus israelitas. No existía un gobierno central y, en tiempos de crisis, el pueblo estaba dirigido por líderes ad hoc conocidos como jueces (véase Sufete y el Libro de los Jueces).

### Batalla de Gabaa

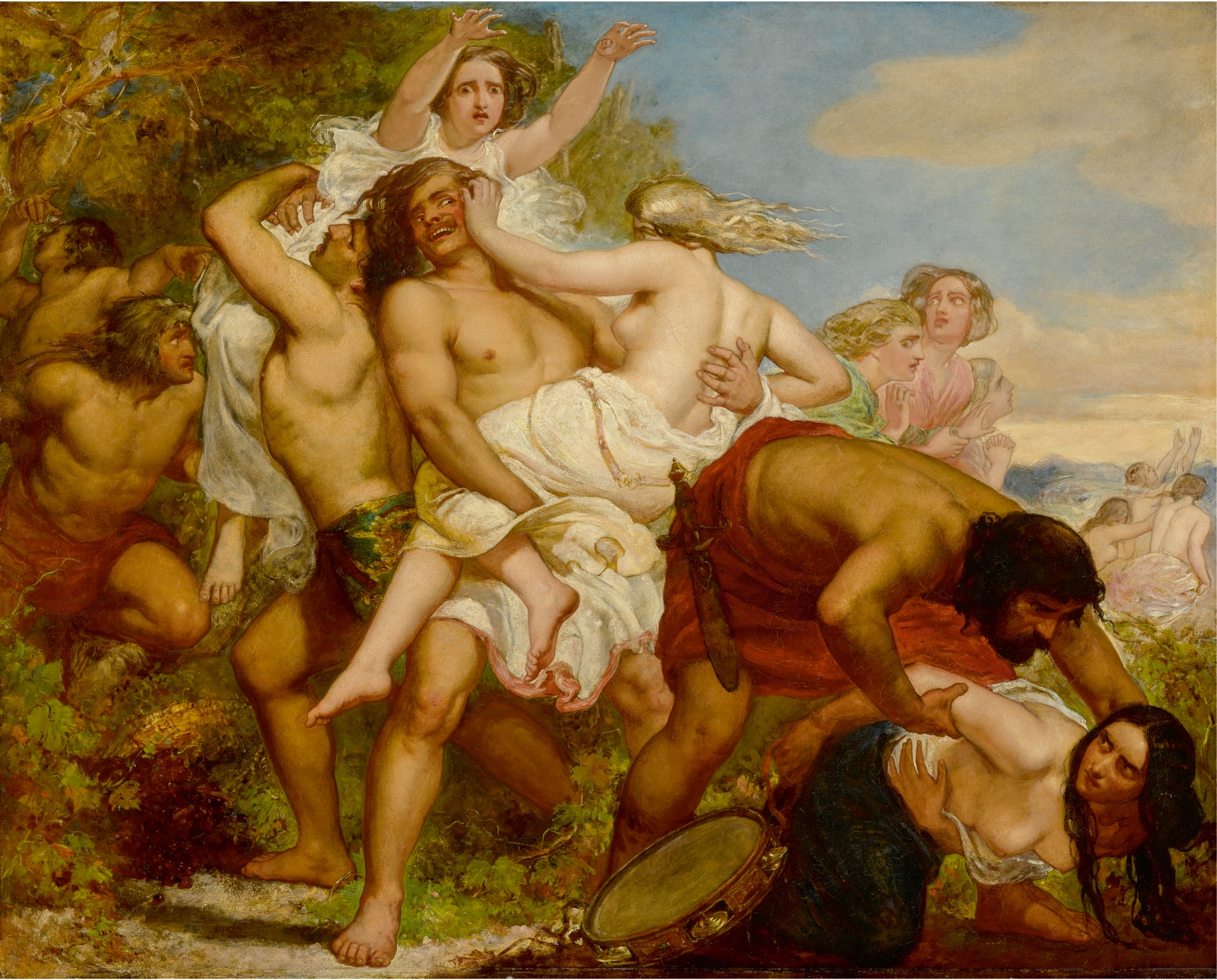
La tribu de Benjamín se apodera de la hija de Silo por John Everett Millais, 1847.

El Libro de los Jueces relata que la violación de la concubina de un levita por parte de una banda de la tribu de Benjamín a un miembro de la tribu de Leví dio lugar a una batalla en Guibeá, en la que las demás tribus de Israel buscaron venganza, y tras la cual fueron asesinados miembros de Benjamín, entre ellos mujeres y niños. Casi toda la tribu de Benjamín fue aniquilada por los demás israelitas. Seiscientos hombres de la tribu de Benjamín sobrevivieron escondiéndose en una cueva durante cuatro meses. El texto se refiere varias veces a los guerreros benjaminitas como «hombres de valor» a pesar de su derrota.
Las otras tribus israelitas estaban afligidas por la casi pérdida de la tribu de Benjamín. Decidieron permitir que estos 600 hombres continuaran con la tribu de Benjamín, pero nadie estaba dispuesto a darles a sus hijas en matrimonio porque lo habían jurado. Para solucionar esto, proporcionaron esposas a los hombres matando a los hombres de Jabes de Galaad que no habían mostrado preocupación por la tribu casi perdida de Benjamín, ya que no habían venido a llorar con el resto de Israel. Se encontraron 400 mujeres vírgenes de Jabes de Galaad y se las dieron en matrimonio a los hombres benjaminitas. Todavía quedaban 200 hombres sin esposa, por lo que se acordó que podían ir a un festival israelita, esconderse en los viñedos y esperar a que las jóvenes solteras salieran a bailar. Luego, cada uno de ellos cogió una esposa y se la llevó a su tierra y reconstruyeron sus casas (19-21).

### Reino de Israel
En respuesta a la creciente amenaza de las incursiones filisteas, las tribus israelitas formaron una monarquía fuerte y centralizada durante el siglo XI a. C. El primer rey de esta nueva entidad fue Saúl, de la tribu de Benjamín (9:1-2), que en ese momento era la más pequeña de las tribus. Reinó desde Guibeá durante 38 años (8:31).
Después de la muerte de Saúl, todas las tribus, excepto la de Judá, permanecieron leales a la Casa de Saúl y a Isbaal, hijo de Saúl y sucesor al trono de Israel, pero se produjo una guerra entre la Casa de Saúl y la Casa de David. El relato de 2 Samuel 3 destaca que el comandante militar de Israel, Abner, que negociaba con las tribus para asegurar un tratado de paz con David, entonces rey de Judá, mantuvo conversaciones específicamente con la casa de Benjamín para asegurarse su apoyo. La Cambridge Bible for Schools and Colleges sugiere que la tribu de Benjamín «era la más propensa a ofrecer oposición [a Abner] por miedo a perder dignidad y ventaja por la transferencia de la casa real a la tribu de Judá».

### Historia posterior

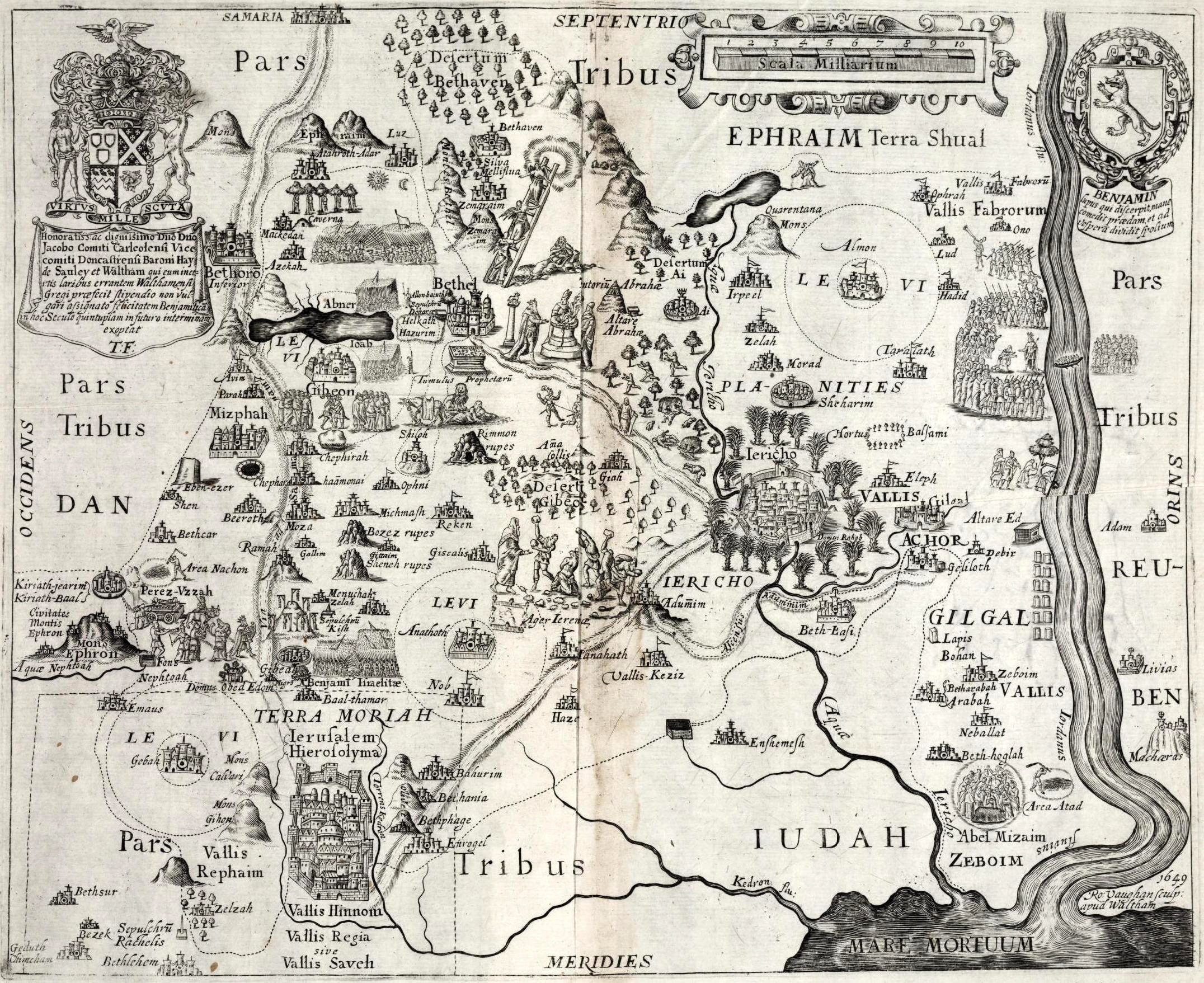
Mapa del territorio de Benjamín. Obsérvese la zona alrededor de las ciudades asignadas a la Tribu de Leví, según Números 35:4-5

Tras la muerte de Is-boset, la tribu de Benjamín se unió a las tribus israelitas del norte para proclamar a David rey del Reino Unido de Israel y Judá. Tras la ascensión al trono de Roboam, nieto de David, hacia el año 930 a. C., el Reino de Israel unido se disolvió y las tribus del norte se separaron de la Casa de David para constituir el Reino de Israel del norte. La tribu de Benjamín siguió formando parte del Reino de Judá del sur.
La dinastía davídica, que tenía sus raíces en Judá, continuó reinando en Judá. Como parte del Reino de Judá, Benjamín escapó del destrucción del reino del norte por los asirios en el año 740 a. C. El Reino de Judá, que incluía a Benjamín, continuó hasta que fue conquistado por Babilonia en el año 586 a. C. y la población fue deportada, y fue sometida al cautiverio babilónico. Cuando terminó el cautiverio, la distinción entre Benjamín y Judá se perdió en favor de una identidad común como Judá, aunque en el libro bíblico de Ester, se hace referencia a Mardoqueo como perteneciente a la tribu de Benjamín, y ya en la época de Jesús de Nazaret algunos (en particular Pablo el Apóstol) seguían identificando su ascendencia benjaminita:

Si alguien piensa que puede tener confianza en la carne, yo más: circuncidado al octavo día, del linaje de Israel, de la tribu de Benjamín, hebreo de hebreos; en cuanto a la ley, fariseo; en cuanto al celo, perseguidor de la iglesia; en cuanto a la justicia que está en la ley, irreprensible.

## Carácter
Varios pasajes de la Biblia describen a la tribu de Benjamín como militarista, por ejemplo en el Cantar de los Cantares, y en descripciones en las que se les describe como zurdos luchadores (Jueces 3:15-21, Jueces 20:16, 12:2), y donde se los describe como valientes y hábiles arqueros (8:40, 14:8).
En la Bendición de Jacob, Benjamín es mencionado como «un lobo voraz»; interpretaciones tradicionales a menudo consideraban que esto se refería al poder de un miembro específico de la tribu, ya fuera el campeón Aod, el rey Saúl, o Mardoqueo del relato de Ester, o en círculos cristianos, el apóstol Pablo. Tradicionalmente se decía que el Templo de Jerusalén estaba situado en parte en el territorio de la tribu de Benjamín (pero sobre todo en el de Judá), y algunas interpretaciones tradicionales de la Bendición consideran que el «lobo voraz» se refiere al altar del Templo que devoraba los sacrificios bíblicos.

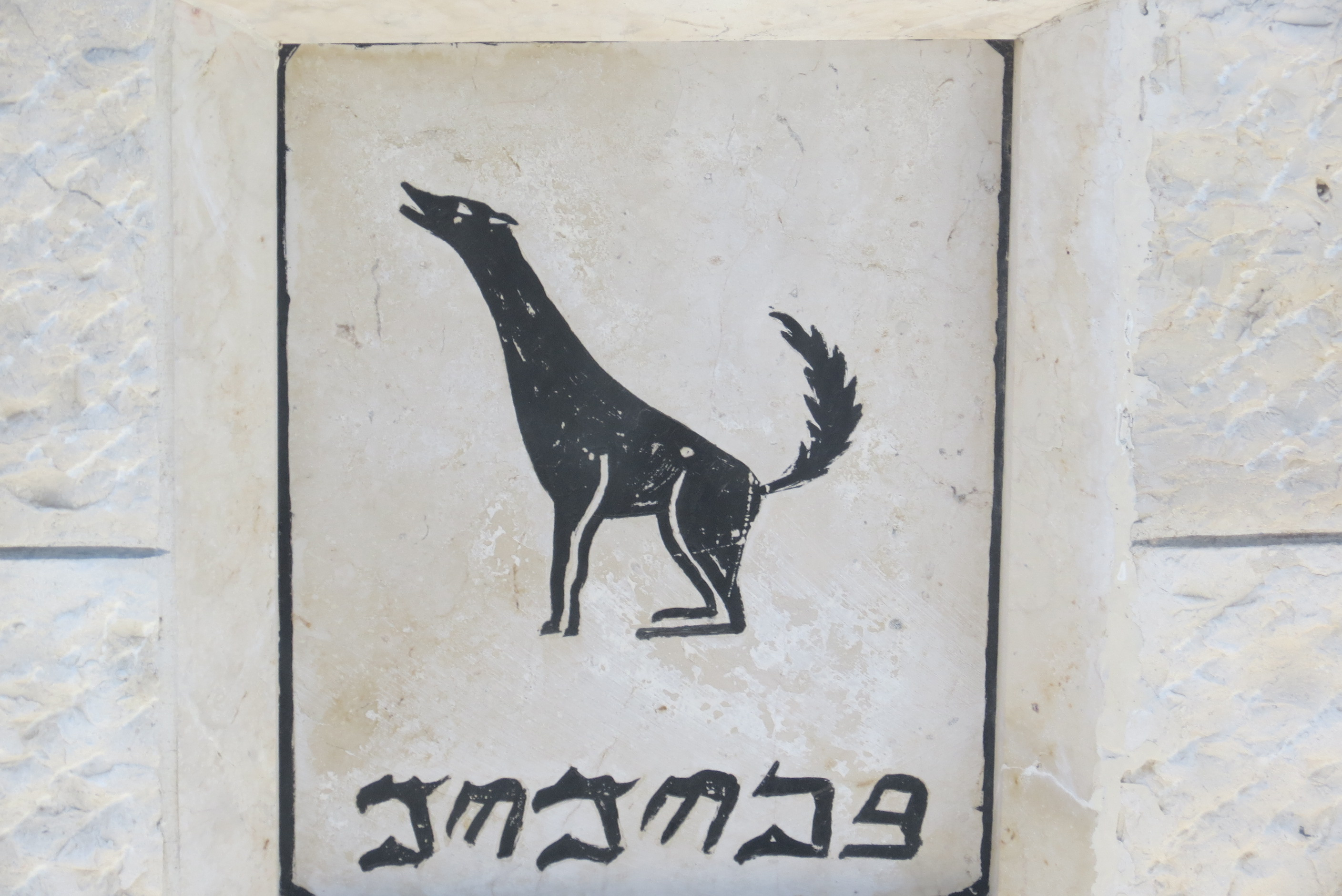
Un mural samaritano en el monte Gerizim que representa a la tribu de Benjamín, mostrando el símbolo del lobo. La palabra «Benjamín» o «Benyamim» en alfabeto samaritano, aparece en la escritura samaritana.

## Territorio
Según la Biblia hebrea, tras la conquista de Canaán por los israelitas, Josué repartió la tierra entre las doce tribus. Kenneth Kitchen data esta conquista justo después del año 1200 a. C.  Sin embargo, el consenso de los eruditos modernos es que la conquista descrita en el libro de Josué no ocurrió. 
La Biblia relata que Josué asignó a Benjamín el territorio entre el de la Tribu de Efraín al norte y el de Judá al sur, con el río Jordán como frontera oriental, e incluía muchas ciudades históricamente importantes, como Betel y Gabaa, y se extendía por las colinas del norte de Jerusalén. (18:11–28)
Según fuentes rabínicas, solo los pueblos y aldeas situados en los límites territoriales más septentrionales y meridionales, o purlieu, se nombran en la asignación de tierras. En realidad, todos los pueblos y aldeas sin nombre situados entre estos límites seguirían perteneciendo a la tribu de Benjamín. El Talmud babilónico nombra tres de estas ciudades, todas ellas antiguamente rodeadas por una muralla y pertenecientes a la tribu de Benjamín: Lod, Ono (Kafr 'Ana), y Gei Ha-ḥarashim. Lo que ahora marca uno de los extremos más meridionales del territorio de Benjamín es «el manantial de las aguas de Nephtoah» (Josué 18:15), un lugar identificado como Kefar Lifta (كفر لفتا), y situado en el lado izquierdo de la carretera al entrar en Jerusalén. Ahora es un pueblo árabe abandonado. La palabra «Lifta» es simplemente una corrupción del nombre hebreo Nephtoah, donde todavía abunda un manantial natural. 
Aunque Jerusalén estaba en el territorio asignado a la tribu de Benjamín (18:28), permaneció bajo el control independiente de los jebuseos. 1:21 señala que la ciudad estaba dentro del territorio de Benjamín, mientras que 15:63 implica que la ciudad estaba dentro del territorio de Judá. En cualquier caso, Jerusalén siguió siendo una ciudad jebusea independiente hasta que finalmente fue conquistada por David en el siglo XI a. C. y se convirtió en la capital del Reino de Israel unido. Tras la ruptura de la monarquía unida, Jerusalén continuó como capital del sur del Reino de Judá.
La propiedad de Betel también es ambigua. Aunque Josué asignó Betel a Benjamín, en la época de la profetisa Débora, Betel se describe como estando en la tierra de Efraín (4:5). Luego, según el libro de Crónicas, unos veinte años después de la ruptura de la monarquía unida, Abías, el segundo rey de Judá, derrotó a Jeroboam de Israel y recuperó las ciudades de Betel, Jesana y Efrón, con sus aldeas circundantes.  Se cree que Efrón es la Ofrá que también fue asignada a la tribu de Benjamín por Josué. 
La Bendición de Moisés, retratada en la Biblia como una profecía de Moisés sobre la situación futura de las doce tribus, describe a Benjamín como «que mora entre los hombros de YHWH», en referencia a su ubicación entre la tribu principal del Reino de Israel (Efraín) y la tribu principal (Judá) del Reino de Judá. 

## Literatura rabínica

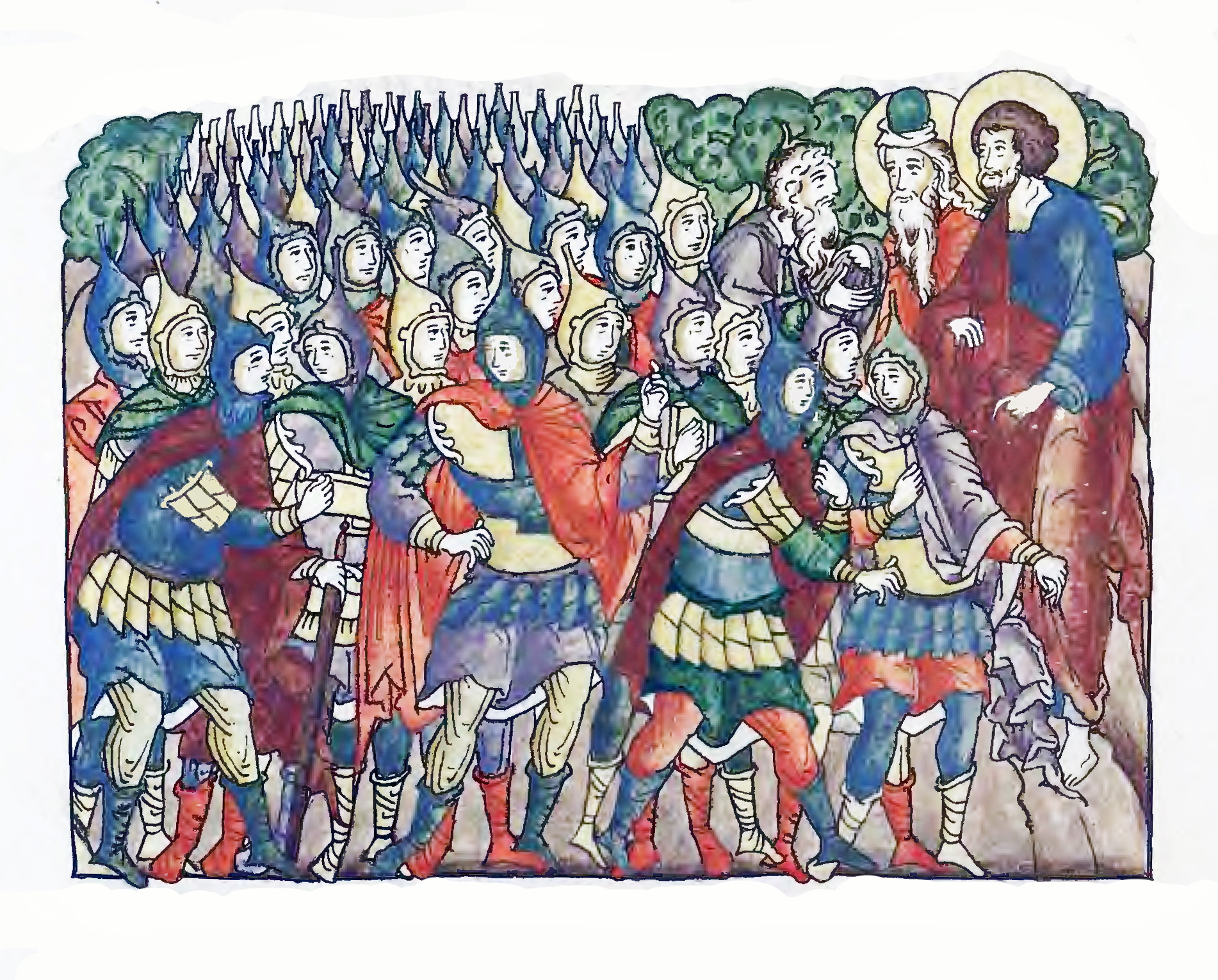
Moisés contando a los parientes de Benjamín

Los rabinos le dan varios significados al nombre «Benjamín». Según algunos, equivale a («hijo de los días»), porque Benjamín nació de su padre en su vejez (Testamento de los Doce Patriarcas, Benjamín i. υἱὸσ ἡμερῶν; Midrash Leḳaḥ-Ṭob; y Rashi, ed. Berliner, sobre Génesis xxxv. 18). Otros rabinos interpretan el nombre de Benjamín como «hijo del sur», ya que fue el único hijo que Jacob tuvo en Israel, ya que los demás habían nacido en Mesopotamia, al norte de Israel (Rashi ad loc.; «Sefer ha-Yashar», Wayishlaḥ, ed. Livorno, p. 56b). Benjamín no fue concedido a sus padres hasta después de que Raquel hubiera rezado y ayunado durante mucho tiempo por un segundo hijo (Testamento de los Doce Patriarcas, l.c.; Num. R. xiv. 8), y no hasta que Jacob cumplió los cien años (Testamento de los Doce Patriarcas, ib.; «Sefer ha-Yashar», Wayishlaḥ, ib.; compare Heilprin, «Seder ha-Dorot», i. 52, ed. Varsovia).
Benjamín, el hermano de José, no participó en la venta de José (Sifre, Deut. 352); y para consolar a Benjamín sobre el destino de su hermano, Dios le mostró, mientras estaba despierto, la forma y el rostro de José (Testamento de los Doce Patriarcas, Benjamín x.; compárese Tan., ed. Buber, Wayesheb, 8). Cuando Benjamín fue detenido como presunto ladrón de la copa, José fingió que Benjamín había sido instigado por sus hermanos. Pero Benjamín juró: «Tan cierto como que mi hermano José está separado de mí, tan cierto como que ha sido hecho esclavo, yo no he tocado la copa, y mis hermanos no quisieron obligarme a robar». Cuando se le pidió una prueba de que la memoria de su hermano era tan sagrada que José debía creer en este juramento, Benjamín le contó a José cómo había dado a sus diez hijos (Génesis xlvi. 21) nombres que hacían referencia a la pérdida de su hermano. Al primero lo llamó Belah («golondrina»), porque José había desaparecido; al segundo, Bequer, porque José era el primogénito de su madre; al tercero, Asbel («captura»), porque José fue hecho cautivo; al cuarto, Gera, porque vivía en tierra extranjera; al quinto, Naamán (gracia), por la gracia del habla de José; al sexto, Eḥi («mi único hermano de sangre»); el séptimo, Rosh («el mayor»); el octavo, Muppim («doble boca») porque José enseñó a Benjamín las cosas que él mismo había aprendido de su padre; el noveno, Ḥuppim («cuyas bodas no he visto»); y el décimo, Ard, porque José era como una rosa.
El juramento de Benjamín conmovió a José tan profundamente que ya no pudo fingir ser un extraño, y así se reveló a su hermano (Tan., ed. Buber, Wayiggash, 7; los significados de los nombres también se dan en Soṭah 36b; Gen. R. xciv. 8). Según otra Hagadá (conocida por una obra tan antigua como el Testamento de los Doce Patriarcas, Benjamín ii.), José se da a conocer a Benjamín antes de su reconciliación con los otros hermanos. El «Sefer ha-Yashar» (Miḳḳeẓ 89) narra que José hizo traer una especie de astrolabio y preguntó a Benjamín si no podría descubrir mediante el instrumento el paradero de su hermano perdido. Para asombro de José, Benjamín declaró que el hombre en el trono era su hermano, y José se reveló a Benjamín, diciéndole lo que pretendía hacer con los hermanos. Su intención era ponerlos a prueba y así saber si actuarían de manera fraternal con Benjamín si este corría el riesgo de perder su libertad.
Los rabinos hacen hincapié en el nombre «amado del Señor», por el que se distingue Benjamín (Deuteronomio xxxiii. 12; Sifre, l.c.). Se le cuenta entre los cuatro hombres que murieron por el veneno de la serpiente en el Paraíso; es decir, sin pecado propio, siendo los otros tres Amram, el padre de Moisés; Isaí, el padre de David; y Quelab, el hijo de David (Shab. 55b). Su comparación con el lobo voraz (Cant. R. a viii. 1), «que devora a su enemigo» (Gén. xlix. 27) se refiere a los hombres de Silo que robaron a sus esposas (Jueces xxi.) o a Ehud o a Saúl. Otros lo relacionan con Mardoqueo y Ester (Génesis R. xcix. y Tan., Wayeḥi, 14; también en el texto original de los Testamentos de los Doce Patriarcas [Benjamín ii]; mientras que una interpolación cristiana lo relaciona con Pablo).
Una interpretación refiere la bendición a la maduración temprana de los frutos en el territorio de Benjamín, y a la gran fertilidad de la región de Jericó y Betel, y otra refiere la expresión «lobo» al altar del Templo, que devoraba los sacrificios por la mañana y por la tarde (Génesis R. l.c.; Targ. O. y Yer.).
La tribu de Benjamín.
La construcción del Templo en territorio benjaminita se explica de varias maneras. Se cuenta que Benjamín (Sifre, Deut. 352, ed. Friedmann, 146a) tuvo el privilegio de que la Shekinah morara en su territorio porque todas las demás tribus (es decir, los padres de las tribus) habían participado en la venta de José. Porque Dios dijo: «Si ellos —los israelitas— me construyen un templo en otro lugar y buscan mi misericordia, puedo mostrarles tan poca misericordia como ellos mostraron a su hermano José». Orígenes («En Génesis», xlii. 6), da otra razón, probablemente basada en la tradición judía (compárese con Ester R. en iii. 4), a saber: Debido a que Benjamín no se inclinó ante Esaú como lo hicieron sus hermanos y su padre (Génesis xxxiii. 3-7), ni ante José (ib. xlii. 6), su territorio fue reservado para la adoración de Dios.
Es cierto que los descendientes de Benjamín no siempre se mostraron dignos de su antepasado, especialmente en relación con el incidente de Gabaa (Jueces xix.). A pesar de sus malas acciones, los benjaminitas salieron victoriosos al principio (Jueces xx. 21-25); pero esto se debió a la ira de Dios contra todo Israel porque habían atacado a todo Benjamín a causa del crimen de un individuo, y al mismo tiempo toleraban en silencio la idolatría que Micaías (Jueces xvii.) estaba difundiendo entre ellos (Pirḳe R. El. xxxviii.). Al principio, la intención de las otras tribus era borrar a Benjamín por completo, ya que el número de doce tribus podía preservarse a través de Efraín y Manasés; pero recordaron la promesa de Dios a Jacob poco antes del nacimiento de Benjamín (Génesis 35:11), de que «una nación y una compañía de naciones serán de él»; y decidieron que la existencia de la tribu de Benjamín era necesaria (Jer. Ta'anit iv. 69c; Lam. R., Introducción, 33). Se dice que el día en que tuvo lugar la reconciliación entre las tribus fue el quince de Ab, y por esta razón se convirtió en un día festivo (ib.; compárese Ab, Decimoquinto día de). En otra ocasión, sin embargo, los benjaminitas se mostraron dignos de su piadoso antepasado. Cuando, en el Mar Rojo, todas las demás tribus se quedaron de pie desesperadas, solo la tribu de Benjamín confió en Dios y saltó al mar (Mekilta, Beshallaḥ, Wayiḳra 5; Sotah 36b). Enciclopedia judía (ref.)